# Chauliodus vasnetzovi
Chauliodus vasnetzovi – gatunek morskiej ryby głębinowej z rodziny wężorowatych (Stomiidae). Występuje w południowo-wschodnim Pacyfiku. Osiąga długość do 23,5 cm.